# 28554 Adambowman
28554 Adambowman è un asteroide della fascia principale. Scoperto nel 2000, presenta un'orbita caratterizzata da un semiasse maggiore pari a 2,5426640 UA e da un'eccentricità di 0,1662156, inclinata di 4,35146° rispetto all'eclittica.